# Arsenic jaune
L'arsenic jaune  est un allotrope solide de l'arsenic de formule As4. Il est formé par condensation solide de vapeur d'arsenic sur un support dont la température est inférieure à 200 K. Il a été observé dès 1864 par Bettendorff,
en solution dans le disulfure de carbone. Il est métastable à température ambiante et se décompose rapidement en arsenic gris, phénomène renforcé en présence de lumière.